# Geovanny Velásquez
Giovanny Alfredo Velásquez Tascón (Guayaquil, Ecuador, 10 de octubre de 1983 es un exfutbolista ecuatoriano. Jugaba de guardameta y su último club  fue el Club Sacha Petrolero de la Segunda Categoría de Ecuador.

## Clubes
| Club                                         | País    | Año       |
| -------------------------------------------- | ------- | --------- |
| Sociedad Deportiva Aucas                     | Ecuador | 2005-2008 |
| Club Técnico Universitario                   | Ecuador | 2009-2010 |
| Club Deportivo Universidad Católica (fútbol) | Ecuador | 2010-2013 |
| Club Deportivo Azogues                       | Ecuador | 2013-2015 |
| Club Deportivo Coca                          | Ecuador | 2019-2020 |
| Club Deportivo Estrellas de Orellana         | Ecuador | 2020-2022 |
| Club Sacha Petrolero                         | Ecuador | 2023-2024 |

- Datos: Q5878119